# Pitàgores de Selinunt
Pitàgores (en grec antic: Πειθαγόρας, llatí: Pīthagŏras) fou un tirà de Selinunt (Sicília).
Va governar durant un cert temps a la segona meitat del segle vi aC, però finalment, el 519 aC, els selinusis, cansats del seu govern, es van revoltar i el van enderrocar amb l'ajuda que els va donar Eurileont d'Esparta, segons la narració d'Heròdot i Plutarc.